# Ālī Pīnak
Ālī Pīnak (persiska: عالی پينَك, آلی پيیك, آلی پينِك, آلو پينِك, آلی پَنيك, ‘Ālī Pīnak) är en ort i Iran.   Den ligger i provinsen Kurdistan, i den nordvästra delen av landet, 400 km väster om huvudstaden Teheran. Ālī Pīnak ligger 2 089 meter över havet och antalet invånare är 659.
Terrängen runt Ālī Pīnak är kuperad västerut, men österut är den platt. Terrängen runt Ālī Pīnak sluttar österut.Runt Ālī Pīnak är det ganska tätbefolkat, med 58 invånare per kvadratkilometer. Närmaste större samhälle är Mīrakī, 9,0 km öster om Ālī Pīnak. Trakten runt Ālī Pīnak består i huvudsak av gräsmarker.